# Ахмадалієва Машрапхон
Машрапхон Ахмадалієва (1914, кишлак Курган-Тепа, тепер Андижанської області, Узбекистан — ?) — радянська узбецька діячка, голова колгоспу «Гайрат» Ворошиловського району Андижанської області. Депутат Верховної ради СРСР 3-го скликання.

## Життєпис
Народилася в родині дехканина. Після закінчення п'яти класів Курган-Тепинської школи почала працювати колгоспницею колгоспу «Гайрат» Курган-Тепинської сільської ради Ворошиловського району.
З 1938 року — ланкова колгоспу «Гайрат» Курган-Тепинської сільської ради Ворошиловського району Андижанської області.
Під час німецько-радянської війни, до 1944 року — голова Курган-Тепинської сільської ради Ворошиловського району Андижанської області. Член ВКП(б).
У 1944—1946 роках — ланкова колгоспу «Гайрат» Курган-Тепинської сільської ради Ворошиловського району Андижанської області.
З 1946 року — голова правління колгоспу «Гайрат» Курган-Тепинської сільської ради Ворошиловського району Андижанської області.
Подальша доля невідома.

## Нагороди
- орден Трудового Червоного Прапора
- орден «Знак Пошани»
- медалі